# Fanchon Moreau
Pour les articles homonymes, voir Moreau.
Françoise « Fanchon » Moreau (née en 1668 et morte le 3 novembre 1754 à Paris) est une chanteuse soprano opératique française. Elle tient rôle de Créuse lors de la création de Médée de Marc-Antoine Charpentier le 4 décembre 1693, sous la direction de Pascal Colasse.

## Biographie
Fanchon Moreau naît vers 1668.
Selon Jacques-Bernard Durey de Noinville, elle fait ses débuts en 1683.